# 皆川佑馬
皆川 佑馬（みなかわ ゆうま、1984年10月1日 - ）は、日本の元俳優、タレント。神奈川県大和市出身。大和市立大和中学校卒業。血液型はB型。身長171cm、体重52kg。

## 概要
ワタナベエンターテインメントに所属し、2004年10月から2007年1月までは同事務所所属の若手男性俳優集団「D-BOYS」のメンバーとしても活動していた。
趣味は、ダンス・音楽鑑賞・運動。特技は、ダンス・アクロバット・サッカー。
2009年、所属事務所のタレント一覧から名前が削除され、個人プロフィールページも閉鎖された。
その後、芸能活動から離れ、小田原市内の整体院を経て、2013年現在は藤沢市内の整体院で整体師をしている。

## 出演

### テレビ
- DD-BOYS（2006年4月 - 9月、テレビ朝日）
- ラジかるッ（2006年4月 - 9月、日本テレビ） - メールdeサミット radi5担当
- 2時っチャオ!（2006年10月 - 2009年3月、TBS） - チャオボーイ

### 舞台
- NOW LOADING（2005年11月）
- 森のメルヘン〜愛は永遠に〜（2005年12月 - 2006年5月）
- 99%（2006年9月）